# Tekken (videohra)
Tekken (japonsky: 鉄拳) je bojová videohra z roku 1994, kterou vyvinula a vydala společnost Namco. Původně byla vydána na arkádách, v roce 1995 pak byla přenesena na domácí konzoli PlayStation.

## Vývoj
Tekken patří mezi první hry tohoto žánru. Hra byla založena na 3D polygonech a sloužila jako protiklad hry Virtua Fighter. Navrhl ji Seiichi Ishii, který sám byl také designérem Virtua Fightera, když předtím pracoval ve společnosti Sega. Hra byla vyvinuta na speciálně vytvořené desce System 11, založené na hardwaru PlayStation.

## Hratelnost
Tekken obsahoval více herních režimů pro bojovou hru, která se neomezovala pouze na žánr bojových her, ale na načítací obrazovce zobrazovala také hru Galaga.

## Příběh
Příběh hry se točí kolem turnaje, který uspořádal Heihachi Mishima, jenž se snaží dokázat svou moc svému synovi a hlavnímu hrdinovi Kazuyovi, toužícímu po pomstě.

## Ohlasy
Hra Tekken zpočátku rozdělovala názory ohledně své prezentace, designu postav a neobvyklého systému ovládání, který se skládal z jednoho tlačítka na každou končetinu. Nicméně po svém portu na domácí konzole se jednalo teprve o třetí 3D bojovku pro konzole. Videohra rychle získala na popularitě a nakonec se stala nejprodávanější hrou pro PlayStation podle počtu prodaných kopií, přičemž dokonce rychle překonala své dva soupeře z řad bojových her.
Odstartovala sérii Tekken, jejíž pokračování, Tekken 2, vyšlo v roce 1995.